# Сливниця (Україна)
Сли́вниця — село в Україні, у Самбірському районі Львівської області. 
Населення становить 169 осіб. Орган місцевого самоврядування — Хирівська міська рада.